# UFC 282
UFC 282: Błachowicz vs. Ankalaev（ユーエフシー￼・ツーエイティツー：ブラホヴィッチ・バーサス・アンカラエフ）は、アメリカ合衆国の総合格闘技団体「UFC」の大会の一つ。2022年12月10日、ネバダ州ラスベガスのT-モバイル・アリーナで開催された。

## 大会概要
本大会はヤン・ブラホヴィッチとマゴメド・アンカラエフによるUFC世界ライトヘビー級王座決定戦が組まれた。

## 試合結果

### アーリープレリム
第1試合 バンタム級 5分3R
○  キャメロン・サーイマン vs.  スティーブン・コスロウ ×
3R 4:13 TKO（スタンドパンチ連打）
第2試合 フェザー級 5分3R
○  TJ・ブラウン vs.  エリク・シウバ ×
3R 3:41 肩固め
第3試合 フェザー級 5分3R
○  ビリー･クアランティーロ vs.  アレクサンダー・ヘルナンデス ×
2R 4:30 TKO（スタンドパンチ連打）

### プレリミナリーカード
第4試合 ミドル級 5分3R
○  クリス・カーティス vs.  ホアキン・バックリー ×
2R 2:49 KO（左ストレート→パウンド）
第5試合 ミドル級 5分3R
○  エドメン・シャバージアン vs.  ダルチャ・ランギアムブーラ ×
2R 4:41 TKO（パウンド）
第6試合 ヘビー級 5分3R
○  ジャルジーニョ・ホーゼンストライク vs.  クリス・ドーカス ×
1R 0:23 KO（左ジャブ）
第7試合 バンタム級 5分3R
○  ラウル・ロザス・ジュニア vs.  ジェイ・ペリン ×
1R 2:44 リアネイキドチョーク

### メインカード
第8試合 フェザー級 5分3R
○  イリア・トプリア vs.  ブライス・ミッチェル ×
2R 3:10 肩固め
第9試合 ミドル級 5分3R
○  ドリカス・デュ・プレシ vs.  ダレン・ティル ×
3R 2:43 リアネイキドチョーク
第10試合 180ポンド契約 5分3R
○  サンチアゴ・ポンジニッビオ vs.  アレックス・モロノ ×
3R 2:29 TKO（右ストレート→パウンド）
第11試合 ライト級 5分3R
○  パディ・ピンブレット vs.  ジャレッド・ゴードン ×
3R終了 判定3-0（29-28、29-28、29-28）
第12試合 UFC世界ライトヘビー級王座決定戦 5分5R
△  ヤン・ブラホヴィッチ vs.  マゴメド・アンカラエフ △
5R終了 判定1-1（48-47、46-48、47-47）

### 各賞
ファイト・オブ・ザ・ナイト：ドリカス・デュ・プレシ vs. ダレン・ティル
パフォーマンス・オブ・ザ・ナイト：サンチアゴ・ポンジニッビオ、イリア・トプリア、ラウル・ロザス・ジュニア、ジャルジーニョ・ホーゼンストライク、エドメン・シャバージアン、クリス・カーティス、ビリー・クアランティーロ、TJ・ブラウン、キャメロン・サーイマン
各選手にはボーナスとして5万ドルが授与された。

### カード変更
負傷などによるカードの変更は以下の通り。